# Alucard (Castlevania)
Adrian Fahrenheit Țepeș (アドリアン・ファーレンハイツ・ツェペシュ, Adorian Fārenhaitsu Tsepeshu), mais conhecido como Alucard (アルカード, Arukādo), é um personagem da série de jogos eletrônicos Castlevania, da Konami. Sua primeira aparição foi no título de 1989 Castlevania III: Dracula's Curse, mas ficou conhecido após seu papel no aclamado Castlevania: Symphony of the Night, lançado em 1997. Seu design em Symphony of the Night foi criado por Ayami Kojima, como sua primeira contribuição para a franquia.
Em Castlevania, Alucard é o filho do Conde Dracula, o principal antagonista da série. Por ter uma mãe humana, Lisa, Alucard é um dampiro, meio humano e meio vampiro. A morte de sua mãe e a sua súplica de não odiar a humanidade fizeram com que ele se revoltasse contra seu pai. Em Dracula's Curse e Castlevania Legends, ele luta contra seu pai junto dos caçadores de vampiros do clã Belmont, além de ser o protagonista de Symphony of the Night.
Adicionalmente, Alucard aparece em Castlevania: Aria of Sorrow e sua sequência Castlevania: Dawn of Sorrow, onde interage com o protagonista de ambos os jogos, Soma Cruz, como o agente do governo japonês Genya Arikado (有角 幻也, Arikado Gen'ya). A série reboot Lords of Shadow, iniciando com Castlevania: Lords of Shadow  – Mirror of Fate, mudou a história de Alucard, reescrevendo-o como Trevor Belmont, um mortal que foi transformado em vampiro após sua morte pelas mãos do pai biológico, Dracula.

## Concepção e design
A primeira aparição de Alucard foi em Castlevania III: Dracula's Curse para o Nintendo Entertainment System, onde foi criado por T. Fujimoto e I. Urata. Ele deveria ser uma imagem espelhada de seu pai, como evidenciado por seu nome, Dracula escrito de maneira reversa. Muitas das artes originais foram perdidas durante o Sismo de Kobe. As aparições posteriores de Alucard foram em sua maioria desenhadas por Ayami Kojima, responsável pelo design de personagens em Castlevania: Symphony of the Night e Castlevania: Aria of Sorrow.
O trabalho de Ayami Kojima em Symphony of the Night foi seu primeiro grande papel na indústria de jogos, e seu estilo sombrio e gótico é influenciado pela arte bishōnen, a qual esteve presente em sua vida devido a ser uma fã declarada de mangás shōnen. Em Aria of Sorrow, o design de Kojima seguiu uma "direção diferente" definida pelo produtor Koji Igarashi, que estava tentando colocar o jogo em uma ambientação futurística. Seguindo este tema, a aparência de Alucard como Genya Arikado foi feita de maneira mais contemporânea, apresentando roupas modernas no lugar do vestuário medieval apresentado em jogos anteriores. Kojima não esteve presente no time de design de Castlevania: Dawn of Sorrow, e Arikado, junto dos demais personagens, foram desenhados em um estilo anime. Igarashi, também produtor de Dawn of Sorrow, esperava utilizar este estilo como uma técnica de marketing, por acreditar que o Nintendo DS focava em uma audiência mais jovem do que os Castlevanias anteriores tinham. O estilo anime também serviu como um teste para descobrir se os próximos títulos da série deveriam reutilizá-lo.

### Dubladores
Symphony of the Night apresentou dublagem para os seus personagens. O dublador para japonês foi Ryōtarō Okiayu, e para inglês foi Robert Belgrade. Igarashi afirmou que devido a reclamações de fãs pela dublagem fraca em grande parte do Symphony of the Night, um novo script foi criado para traduzir melhor o texto japonês, e novos dubladores foram usados em uma redublagem. Na série Lords of Shadow, Richard Madden é o dublador para inglês, enquanto James Callis é o dublador para a série animada da Netflix.

## Jogos
Em Castlevania III: Dracula's Curse de 1989 para o NES, Alucard aparece como um chefe encontrado pelo protagonista, Trevor Belmont. Se o jogador derrota Alucard, ele passa a ser um personagem jogável. Esta foi uma divergência significante dos primeiros dois títulos de Castlevania e do Super Castlevania IV, que só apresentavam Simon Belmont como personagem controlável, e as habilidades de Alucard também foram elementos únicos introduzidos na série, com seu ataque de bola de fogo e a transformação em morcego.
A aparição seguinte de Alucard na série foi no aclamado título do PlayStation de 1997, Castlevania: Symphony of the Night, onde foi apresentado como o protagonista e principal personagem controlável. Devido aos problemas com Richter Belmont, Alucard se dirige até o castelo de seu pai para encontrar Richter e assegurar que Dracula não retorne ao mundo. Ele encontra Richter, que está sob controle mental de Shaft, um servo de Dracula, mas consegue livrá-lo da magia que está afetando sua mente. Em resposta, Shaft cria uma versão invertida do castelo, mas Alucard ainda assim o derrota, eventualmente também eliminando o próprio Dracula. Symphony of the Night também expande o passado de Alucard, revelando como sua mãe humana, Lisa, foi caçada e executada por outros humanos que acreditavam que ela era uma bruxa. Apesar disso, Lisa aconselha Alucard a respeitar os humanos, e não odiá-los como seu pai fez. A posição de Alucard como personagem principal foi incomum para a série até aquele ponto, já que os Castlevanias anteriores apresentaram membros do clã Belmont como protagonistas. Symphony of the Night foi relançado via Xbox Live Arcade para o Xbox 360, via PlayStation Network para o PlayStation 3, e como parte do Castlevania: The Dracula X Chronicles, uma compilação que conteve também o Castlevania: Rondo of Blood.
Em 1997, no Castlevania Legends do Game Boy, Alucard fez sua terceira participação na série. Similar à sua aparição inicial em Dracula's Curse, ele é um chefe que desafia a protagonista do jogo, Sonia Belmont. Depois dela derrotá-lo, ele admite que Sonia é forte e decide entrar em um sono prolongado, acreditanto que ela será responsável por derrotar Dracula em seu lugar. Koji Igarashi chegou a remover Castlevania Legends da cronologia cânone da série, anulando os eventos do jogo na cronologia oficial.
Em 2003, no Castlevania: Aria of Sorrow do Game Boy Advance, Alucard se apresenta disfarçado como um enigmático agente do governo japonês, Genya Arikado, de maneira a prevenir que os poderes de seu pai, que havia sido eliminado por Julius Belmont, caiam em mãos erradas. Ele encontra o protagonista do jogo, Soma Cruz, explicando o "poder de dominação" de Soma, que absorve as almas dos monstros que derrota e passa a poder utilizar suas habilidades. Alucard instrui Soma a alcançar a sala do trono do castelo, onde Soma descobre ser a própria reencarnação de Dracula. Arikado aconselha Soma a destruir o fluxo de caos do castelo para se libertar do seu destino, o que Soma consegue fazer com sucesso.
Em 2005, Alucard repete seu papel como Arikado na sequência de Aria of Sorrow, Dawn of Sorrow do Nintendo DS, onde trabalha para impedir os planos de um culto liderado por Celia Fortner, que planeja criar um novo lorde das trevas ao matar Soma Cruz. Após ambos os "candidatos a lorde das trevas" de Celia serem derrotados, Dmitrii Blinov e Dario Bossi, Arikado impede a tentativa de Celia de forçar Soma a se tornar o novo lorde, mas inadvertidamente permite a Dmitrii ser revivido. Arikado confronta Dmitrii, que usa Celia como um sacrifício para selar seus poderes. Após Soma lutar com um demônio criado por Dmitrii, Arikado explica que Soma não está destinado a ser tornar o lorde das trevas.

## Outras mídias
Alucard faz uma pequena aparição na série Captain N: The Game Master, onde é retratado como um adolescente rebelde que gosta de música e skateboard.
Em 2017, Alucard foi apresentado como um dos personagens principais da série Castlevania da Netflix, baseada no jogo de 1989, Castlevania III: Dracula's Curse, e dublado por James Callis.
Em 2018, fez uma aparição cameo como um dos troféus do jogo Super Smash Bros. Ultimate.
Em 2019, no Bloodstained: Ritual of the Night, o personagem Orlok Dracule foi criado como uma homenagem ao Alucard, sendo dublado por Ryōtarō Okiayu e Robert Belgrade, os respectivos dubladores em japonês e inglês da versão original de Symphony of the Night.

## Reepção
Alucard recebeu elogios e críticas de várias publicações, a maioria focada na sua aparição em Symphony of the Night. GameSpot o listou em seu artigo All Time Greatest Game Hero. Em uma avaliação de Symphony of the Night, RPGFan celebrou o fato de Alucard não ser um membro do clã Belmont, e o fato dele ser o filho de Dracula "adicionou um elemento de profundidade à história", devido às várias reações que eram apresentadas pelos habitantes do castelo de Dracula. RPGamer discordou destes pontos, afirmando que o enredo e o papel de Alucard nele "não são muito profundos", e secundários ao foco na jogabilidade. GameSpot chamou a animação de Alucard de "facilmente um dos visuais mais impressionantes de toda a franquia Castlevania". James Paul Gee afirmou que "apesar de Alucard ser um caçador de vampiros, ele não possui habilidades distintas associadas com sua profissão". Em 2012, a GamesRadar o colocou na 91ª posição na sua lista de melhores heróis dos jogos. Empire também o incluiu em sua lista de 50 greatest video game characters, na 34ª posição.
A aparição de Alucard em Aria of Sorrow e Dawn of Sorrow como Genya Arikado também recebeu comentários. RPGamer celebrou como o foco em personagens secundários, incluindo Arikado, foi uma mudança bem vinda em relação aos Castlevanias anteriores. RPGFan criticou a "personalidade cool e insensível" como estereotipada, mas elogiou o desenvolvimento de personagem do jogo como algo que foi melhor que outros títulos. A mudança para um estilo artístico de anime foi largamente criticada, e muitas publicações preferiram os designs feitos por Ayami Kojima, com GameSpy deplorando as "imagens sem vinda, razas" e a IGN chamando-as de "imagens genéricas de um nível de qualidade de um anime da manhã de sábado."
Sua caracterização na série da Netflix recebeu avaliações mistas, com Alucard e seus aliados sendo considerados ofuscados pelos servos de Dracula, que por sua vez pareceram mais bem detalhados. GameSpot afirmou que as aparições do trio protagonista nos primeiros episódios foram fracas, visto que passaram muito tempo interagindo dentro de uma biblioteca, o que causou o relacionamento entre os personagens ter ficado desinteressante rapidamente. Por outro lado, Blasting News achou que a segunda temporada permitiu o desenvolvimento do relacionamento entre Alucard e seus amigos, em contraste com a primeira temporada. Destructoid afirmou que o fato de Alucard e Trevor ignorarem suas diferenças para poder derrotar Dracula, apesar de continuarem se insultando durante todo o processo, criou um bom alívio cômico. A IGN achou que o relacionamento entre Alucard e seu pai foi um dos melhores aspectos da segunda temporada, devido aos seus dubladores terem apresentado ótimas performances.